# 藤谷みき
藤谷 みき（ふじたに みき、1971年1月29日 - ）は、日本の女優、声優、ナレーター。青年団 (劇団)在籍。フクダ&Co.所属。声優・ナレーター名はみけ。東京都出身。

## 出演作品

### 舞台
- t.p.t 「チェンジリング」（作：ミドルトン・ローリー、演出：デヴィット・ルヴォー）
- ラフカット96「13000／2」（作：ケラリーノ・サンドロヴィッチ、演出：堤泰之）
- ナイロン100℃「カメラ≠万年筆」（作・演出：ケラリーノ・サンドロヴィッチ）
- 02コーポレーション「飛龍伝」（作：つかこうへい、演出：金盾進）
- ユニットいち「天晴」（作・演出　米田まゆみ）
- 青年団プロディース「夏の砂の上」（作：松田正隆、演出：平田オリザ）
- 劇団☆新感線＋青山円形プロデュース「リトルセブンの冒険」（作：中島かずき、演出：いのうえひでのり）
- inerchild vol.3「ホツマツタヱ」（作・演出：小手伸也）
- 「人間力学ショー #2 荒野のまとめ役？」（作・演出：故林広志）
- ラックシステム「お弁当」（作・演出：わかぎゑふ）
- ラックシステム「お見合」（作・演出：わかぎゑふ）
- 青年団プロディース「夏の砂の上」（作：松田正隆、演出：平田オリザ）
- ラックシステム「お願い」（作・演出：わかぎゑふ）
- zupa「幻想の虹」（構成：倉迫泰史）
- zupa「サロ・ギュラ」（構成：倉迫泰史）
- rest-N　「 繭 」（作・演出：夏井孝裕）

2010年
- 「新宿八犬伝 第五巻 ―犬街の夜―」第三エロチカ（作・演出：川村毅）

2011年
- 「三日月に揺られて笑う」（作：土田英生、演出：水下きよし）
- 「アマゾネス」（作・演出：政宗アタル）
- ことばvol.1　（構成：水下きよし）

2012年
- 第2回日韓演劇フェスティバル「こんな歌」（作：チョン・ボックン、演出：夏井孝裕）
- ことばvol.2「」（構成・演出の原案：水下きよし）
- オフィス3○◯　「月にぬれた手」（作：渡辺えり、演出：鵜山仁）

2013年
- ことばvol.3「」（構成・演出の原案：水下きよし）
- 日本劇作家協会リーディングフェスタ　「フローズン・ビーチ」（作：ケラリーノ・サンドロヴィッチ、演出：夏井孝裕）

2014年
- Ort.d-t「想稿・銀河鉄道の夜」（作：北村想、演出：倉迫康史）
- ことばvol.4「」（構成・演出の原案　水下きよし）
- せんがわシアター121「庭にはニワトリ二羽にワニ」「キニサクハナノナ」（作：小川未玲、演出：志賀廣太郎）
- 日本劇作家協会　公開講座夏「劇作家たちの言葉」（構成・演出：渡辺えり）
- 「ノータリンベイビーズ、ノーリターン」（作：横内謙介、演出：加納幸和）

2015年
- Ort,d-t「想稿・銀河鉄道の夜」 （作：北村想、演出：倉迫康史）
- せんがわクリスマス公演「オズの魔法使い」

2016年
- せんがわシアター121「庭にはニワトリ2羽にワニ」「キニサクハナノナ」（作：小川未玲、演出：志賀廣太郎）
- ほうかごシアター「イワンのばか」（作：レフ・トルストイ、構成・演出：倉迫康史）
- ことばvol.6「朝」（構成・演出の原案　水下きよし）
- シアターオルト「アラビアンナイト」（構成・演出：倉迫康史）

2017年
- シアターオルト「アラビアンナイト」（構成・演出：倉迫康史）
- せんがわ海外戯曲リーディング「悲しい心はどこへ行く」（作：シンシア・エドゥル、英訳：カミラ・ファルコ、訳：常田景子、演出：加納幸和（花組芝居））
- ROMT「夏の夜の夢」（作：ウィリアム・シェイクスピア、演出：田野邦彦）
- ゼータクチク「春宵・読ミビトツドイテ」（構成・演出：わかぎゑふ）
- ノックノックス「幸せの標本」東京・名古屋・大阪ツアー（作・演出：ヤストミフルタ）
- 「庭にはニワトリ2羽にワニ」「キニサクハナノナ」塩尻公演（作：小川未玲、演出：志賀廣太郎）

2018年
- タテヨコ企画「あるサラリーマンの死」（作・演出　横田修）
- ノックノックス「幸せの標本」沖縄公演（作・演出：ヤストミフルタ）
- 《海城高校 × シェイクスピア》macbeth/CITIZENs
- 立川シアタープロジェクト「ドリトル先生とどうぶつたち、月へいく」

2019年
- せんがわシアター121vol.12 海外戯曲リーディング「顔のない少年」
- せんがわシアター121vol.12 海外戯曲リーディング「車のいろは空のいろ」
- 平田オリザ演劇展「隣にいても一人」
- ノックノックス「人魚姫」
- 青年団国際演劇交流プロジェクト2019 第0回豊岡演劇祭メインプログラム　青年団「東京ノート　インターナショナルバージョン」
- 青年団国際演劇交流プロジェクト2019第9回シアター・オリンピックス参加作品　青年団「東京ノート　インターナショナルバージョン」

2020年
- 「東京ノート　インターナショナルバージョン」「東京ノート」
- cigars「庭にはニワトリ二羽にワニ」「キニサクハナノナ」（作：小川未玲）豊岡演劇祭2020年参加
- ノックノックス「照らす」（作・演出：ヤストミフルタ）※配信公演
- 堀企画「水の駅」（作：太田省吾　演出：堀夏子）
- ノックノックス「アレキサンダーの冒険』（作・演出：ヤストミフルタ）※配信公演

作・演出
- ウタカタカフェ＆ギャラリー企画展『往復書簡／恋文』

### 映画
- ツルモク独身寮 （監督：今関あきよし）
- 教祖誕生 （監督：天間敏広）
- HANA-BI （監督：北野武）
- みんな〜やってるか! （監督：北野武）
- サトラレ （監督：本広克行）
- Every Day （監督：手塚悟）

### テレビ
- 世にも奇妙な物語
- 親愛なる者へ

### CM出演
- スターツ不動産 「ピタットハウス〜ねばるとは編〜」（監督：市川準）
- 金鳥 タンスにゴンゴン（監督：市川準）
- 東芝 電子レンジ
- JR西日本
- エステー化学
- SEIYU 「夏ヤスコ」

### ナレーション・吹き替え
TV-CM
- 花王「メリーズパンツ」（2011年より 放送中）
- SUNMALL（2010年より 放送中）
- ハナマルキ「 塩こうじ 」（シオコちゃん）
- 日清ペットフード「ねこ福」
- ららぽーと（2017年より 放送中）
- ローソン
- 丸井スパークリングセール
- ケロッグ
- アリコジャパン
- 角川書店 東京ウォーカー
- 佐川急便
- カネボウ スキントレッシュ
- アサヒビール
- 大正製薬 アイリス
- ロッテガーナ
- ミナミスポーツ

### RADIO CM
- キヤノン EOS kiss
- マイクロソフト
- キリン 氷結
- トヨタ ラクティス
- HONDA バモス
- JOMO
- 全日空ANA‘Sヨーロッパ“別ヨ”
- マクドナルド
- スズキ自動車
- J-PHONE
- パイオニア
- 丸美屋
- ミノン
- キューピー
- ブリヂストン
- 日清医療食品

### 吹き替え
- テレビ東京「ブースカ! ブースカ!!」 （レギュラー：カモスケ）
- NHK「ファン・ジニ」（レギュラー：ケトン、タンシム）
- NHK 「プロビデンス」（レギュラー：ジョアニー）
- NHK「ER IX 緊急救命室」#181（タミー〈ジェナ・リー・グリーン〉）
- NHK「ER X・XII 緊急救命室」（デビー〈メアリー・マコーマック〉）
- NHK「デスパレートな妻たち」（ジェニファー・モレリ）
- 映画「モナリザ・スマイル」（コニー）
- 映画「ドミノ」（カレン・モク）
- 暗黒ベビィ ビクチム
- ホーンテッドオフィス
- ベルベットローズ
- ダブリン上等!
- ヘルレイザー

### ボイスオーバー
- NHKドキュメンタリー「地球ドラマチック」〜チンパンジーの知性〜
- テレビ朝日「素敵な宇宙船地球号」